# Georg von Österreich

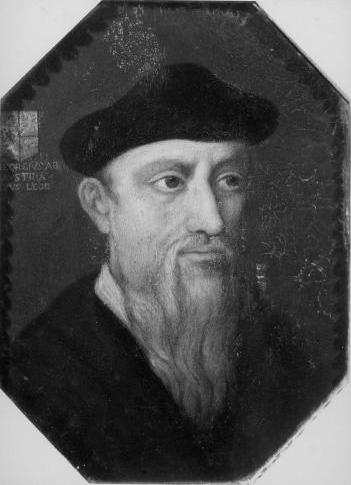
Erzbischof Georg von Österreich

Georg von Österreich (* 1504 in Gent; † 4. Mai 1557 in Lüttich) war ein katholischer Erzbischof.
Georg war der illegitime Sohn von Kaiser Maximilian I. und Margareta von Edelsheim und wuchs bei seiner Halbschwester Margarete in den Niederlanden mit Karl V. auf. Margarete erreichte vom Papst die Dispens für seine uneheliche Geburt und sorgte dafür, dass Georg früh kirchliche Pfründen erhielt. 1526 wurde er Bischof von Brixen. Später wechselte er an die Bischofssitze nach Valencia (1538) und Lüttich (1544). Georgs Kirchen- und Außenpolitik folgte ganz der kaiserlichen Linie, als Lütticher Bischof war er um das Wohl seiner Untertanen besorgt. 
Er hatte drei Kinder: Georg wurde Priester († 1619), Margarete wurde Äbtissin von Charleroi († 1604) und Maria († nach 1589).